# الن تجله
الن تجله (انگلیسی: Ellen Tejle؛ زادهٔ ۹ آوریل ۱۹۸۴) بازیگر سینما اهل سوئد است.
وی همچنین برندهٔ جوایزی همچون ۱۰۰ زن بی‌بی‌سی شده‌است.